# Bărbălani
Bărbălani – wieś w Rumunii, w okręgu Ardżesz, w gminie Cuca. W 2011 roku liczyła 75 mieszkańców.